# Korptjärnen, Värmland
Korptjärnen är en sjö i Karlskoga kommun i Värmland och ingår i Göta älvs huvudavrinningsområde. Sjön är 3 meter djup, har en yta på 0,009 kvadratkilometer och är belägen 269 meter över havet.